# آگوستو ریگی
 آگوستو ریگی (انگلیسی: Augusto Righi؛ زاده ۲۷ اوت ۱۸۵۰ درگذشته ۸ ژوئن ۱۹۲۰) یک دانشمند اهل ایتالیا بود.